# Julien Simon-Chautemps
Julien Simon-Chautemps, nascut el 14 de maig de 1978, és un enginyer francès especialitzat en automobilisme. Des del 2017, és enginyer de carrera de l'equip Alfa Romeo Sauber F1 Team de Fórmula 1.
Llicenciat en l'Institut polytechnique des sciences avancées l'any 2002, Simon-Chautemps va començar la seva carrera professional a la Fórmula 2 com a director tècnic de Prema Powerteam de 2003 a 2007 i en la GP2 Series de Trident Racing.
Va començar a formar-se a la Fórmula 1 el 2007 com a enginyer de carrera del pilot italià Jarno Trulli al Toyota F1 després a Lotus.
Es va unir al Renault F1 Team el 2011 i treballa amb el pilot Vitaly Petrov.
Des del 2012 fins al 2015, es va unir al grup Lotus F1 Team i va treballar amb Kimi Räikkönen, Pastor Maldonado i Romain Grosjean.
El 2016, va trobar el Renault F1 Team i es va convertir en l'enginyer de Jolyon Palmer.
Es va unir a Sauber en 2017 i es va convertir en l'enginyer de Marcus Ericsson.